# 새 (희극)

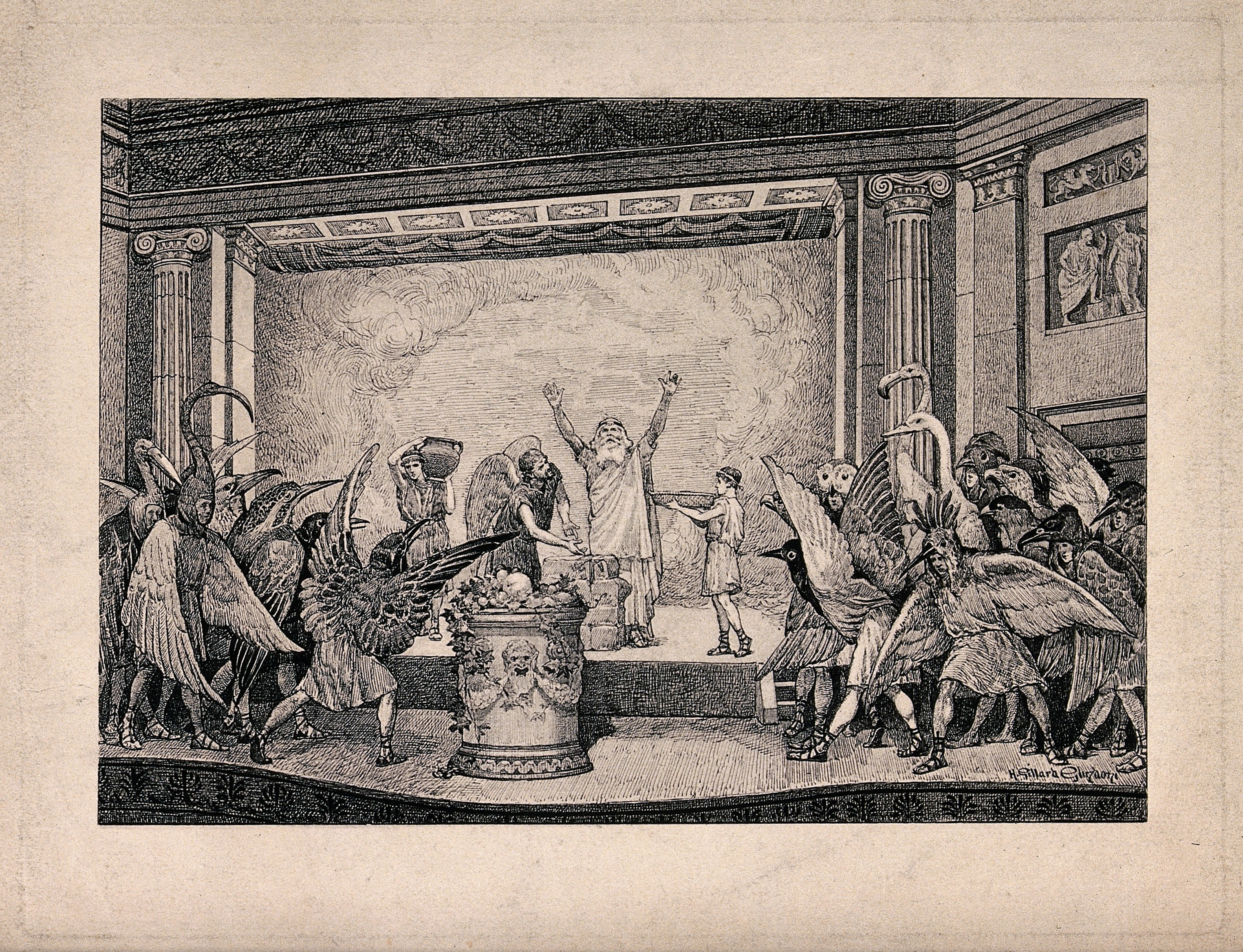

《새》(고대 그리스어: Ὄρνιθες 오르니테스[*])는 고대 그리스의 희극작가 아리스토파네스가 쓴 희극이다. 기원전 414년 디오니시아에서 상연되었으며 2위를 차지하였다. 새들의 모방 및 노래의 화려함으로 완벽하게 실현된 환상이 주목을 받아 현대 비평가들의 찬사를 받았다. 작가의 다른 초기 희곡과는 달리 펠로폰네소스 전쟁에 대한 직접적인 언급이 없고, 아테나이 정치에 대한 언급도 거의 없지만, 아테나이의 전쟁 의지를 고양시킨 야심찬 군사 작전 시켈리아 원정이 시작된 지 얼마 되지 않아 무대에 올려졌다. 그러한 상황에도 불구하고 이 연극은 아테나이의 정치와 사회 생활을 간접적으로 자주 언급하고 있다. 아리스토파네스의 현존하는 연극 중 가장 길지만 구희극의 상당히 전통적인 예시이기도 하다.
연극의 줄거리는 피스테타이로스를 중심으로 전개된다. 그는 새들에게 하늘에 거대한 도시를 건설하여 원조 신으로서의 지위를 되찾도록 설득한다. 결국 피스테타이로스는 새와 같은 신으로 변신하고, 신들의 왕이 되어 제우스의 자리를 대신한다.